# خوان غيرا
خوان غيرا (بالإسبانية: Juan Guerra)‏ (13 أبريل 1927 بلاباز في بوليفيا - ) هو لاعب كرة قدم بوليفي في مركز الهجوم، شارك في كأس العالم 1950 وكأس أمريكا الجنوبية 1947. وشارك مع منتخب بوليفيا لكرة القدم. أما مع النوادي، فقد لعب مع Club Deportivo Ferroviario ‏.

## وصلات خارجية
- خوان غيرا على موقع الاتحاد الدولي (مؤرشف)  (الإنجليزية)
- خوان غيرا على موقع Soccerway.com (الإنجليزية)
- خوان غيرا على موقع عالم كرة القدم.نت (الإنجليزية)